# Ahed Tamimi
Ahed Tamimi (in arabo: عهد التميمي; Nabi Salih, 31 gennaio 2001) è un'attivista palestinese.
È un'attivista per i diritti del popolo palestinese celebre per i video che la ritraggono mentre difende la sua casa e la sua famiglia dai soldati israeliani.
La giovane fu arrestata il 19 dicembre 2017 per aver reagito alle intimidazioni da parte di due militari israeliani dopo aver saputo che il cugino di 15 anni era stato ferito da un colpo alla testa ravvicinato durante una protesta. Condannata a 8 mesi di carcere, è stata rilasciata il 29 luglio 2018.

## Biografia
Nata a Nabi Salih in Cisgiordania, un villaggio a 20 km da Ramallah, da Bassem e Nariman Tamimi, rappresenta la seconda generazione di ragazzi palestinesi cresciuti nei territori occupati in seguito alla guerra dei sei giorni.

## Attivismo
La famiglia Tamimi è sempre stata impegnata nell'attivismo pro-palestinese, protestando per l'espansione degli insediamenti israeliani ed incarcerazione degli oppositori politici palestinesi. All'età di 11 anni ricevette da Mahmoud Abbas un encomio per il coraggio manifestato nel tentativo di impedire l'arresto della madre avvenuto nell'agosto 2012. Il padre Bassem è stato ritenuto da Amnesty International un prigioniero di coscienza.
Nell'agosto 2015 divennero virali le immagini che la mostravano mentre tentava di impedire l'arresto del fratello dodicenne, accusato di lanciare pietre contro i soldati israeliani.

Murale di Ahed Tamimi realizzato da Jorit Agoch e Tukios sulla barriera di separazione israeliana a Betlemme

Il 15 dicembre 2017 partecipò ad una protesta nella sua città natale che degenerò quando circa 200 dimostranti cominciarono a scagliare pietre contro i soldati israeliani. Secondo la famiglia Tamimi il quindicenne Mohammed Tamimi, cugino di Ahed, fu colpito alla testa da un proiettile di gomma e in risposta Ahed e la madre iniziarono a schiaffeggiare e spintonare due soldati all'esterno della loro abitazione.
Viene arrestata il 19 dicembre 2017 ed Amnesty International richiede la sua immediata scarcerazione. il 24 marzo 2018 patteggiò una pena di 8 mesi di reclusione e una ammenda di 5000 ₪ (circa 1173 €).
Considerata come la Rosa Parks palestinese e come simbolo dell'attivismo palestinese, per la sua scarcerazione avvenuta nel luglio 2018, gli artisti Jorit Agoch e Tukios le dedicano un murale a Betlemme sulla barriera di separazione israeliana, l'opera costerà ai due 24 ore di prigionia nelle carceri israeliane ed un foglio di via dal territorio israeliano di 10 anni.
Il 6 novembre 2023 i militari israeliani hanno arrestato Tamimi a Nabi Salih «con l'accusa di incitamento alla violenza e attività terroristiche», secondo la dichiarazione di un portavoce dell'esercito, dopo che le era stato attribuito un post su Instagram che istigava all'uccisione dei coloni in Cisgiordania. La madre di Tamima ha negato che la figlia abbia un account Instagram o che scriva in ebraico, mentre il presunto post era in ebraico e arabo.. L'account, sulla cui autenticità fino a quel momento e nel corso degli anni nessuno aveva sollevato dubbi, aveva scritto un post in cui si minacciava gli ebrei che "li avrebbero massacrati, bevuto il loro sangue e mangiato i loro scheletri" e che "si sarebbero accorti che al confronto ciò che gli fece Hitler fosse uno scherzo".  L'account è stato nel frattempo cancellato insieme alle foto e i post incriminati. La donna aveva al tempo accusato la stampa occidentale di sostenere la battaglia della figlia solo per il suo aspetto fisico, accusandola di razzismo.